# Florie Gutter
Der Florie Gutter ist ein Zufluss des Melville Hall River im Zentrum von Dominica im Parish Saint Andrew.

## Geographie
Der Florie Gutter entspringt an einem nordöstlichen Ausläufer des Morne Diablotin auf ca. 550 m über dem Meer und fließt stetig nach Nordosten. Westlich von Twelve Posts mündet er kurz oberhalb der Fire Flint Ravine von Westen und von links in den Melville Hall River. Nördlich schließt sich das Einzugsgebiet des Toulaman Rivers an.